# マナゴコロ
『マナゴコロ』は、藪野続久による漫画作品。『コミックフラッパー』（メディアファクトリー）2010年7月号より2011年7月号まで連載された。連載当初から2巻完結ということでスタートしていた。

## 物語
演劇部の大学2年生桜坂は、ある日社会心理学ゼミ大学院生1年杏マナが行っていた心理学実験に巻き込まれる。巻き込まれた実験を通して桜坂はマナに好意を持ってしまう。マナは、自らに思いをよせる男達を弄ぶ「悪女」と噂されていた。しかしマナへの思いを捨てきれない桜坂は、マナに近づくため心理学ゼミに入る。桜坂とマナを中心に心理学ゼミを舞台に描かれる心理学ラブコメディー。

## 登場人物

### 主要人物
桜坂 仁（さくらざか じん）
本作の主人公。平凡な大学2年生。演劇部所属のため心理学実験に無理矢理協力させられた時にマナに惚れてしまう。マナに近づくために心理学ゼミに入り悪戦苦闘する。作中ではあまり魅力が無い男性として描写される。スポーツは苦手なため体育祭では苦戦した。
杏 マナ（からもも マナ）
本作のヒロイン。社会心理学ゼミの大学院1年生。心理学至上主義者。人間のすべての行動を心理学で解明しようとする。見た目は綺麗なので男性たちに最初は好印象を持たれるが、男性たちをあくまでも心理学の対象としかみないため結果的に「悪女」と噂される。自身の感情に関しては心理学的に分析できない弱点も。貧乳を気にして、物が盛り上がって見える錯覚を利用した「錯視Tシャツ」を着用し胸を大きく見せようとする面もある。青い下着を好む。
スポーツ万能、マナ本人は「心理学に裏打ちされた理論」によると主張している。だが、理論によるものか天性のものかはわからない。
岡崎 亜夢（おかざき あむ）
大学1年生。占い絶対主義者。「運命」という言葉に弱い。高校の頃桜坂に惚れ、占い的にも相性がよく亜夢の思い込みもあり、桜坂を追いかけ同じ大学に入学。桜坂が所属する心理学ゼミにも顔を出すようになる。桜坂への恋心を「心理学的錯覚」によるものと指摘するマナと対立する。
アカネ
大学3年生。心理学ゼミ所属。悪巧みに関しては超一流。心理学ゼミ合宿で行われた王様ゲームではほぼゲームを支配しマナもコントロールしていた。
三田村（みたむら）
大学4年生。社会心理学ゼミ所属。無表情だが、謀略家の一面もありときおりマナの心理状況を分析しマナの心理を説明する役割を担う事も。
カオル
大学3年生。心理学ゼミ所属。もじゃもじゃ頭。
教授
社会心理学ゼミ担当教授。見た目がギャルであり、学会などの雑事をマナに丸投げしてしまうフリーダムな人。
作者の母親のお気に入りのキャラクターである。

## 単行本
1. 2010年12月22日発売 ISBN 978-4-8401-3722-5
2. 2011年7月23日発売 ISBN 978-4-8401-4021-8